# 和歌山県道119号中三谷下井阪線
和歌山県道119号中三谷下井阪線（わかやまけんどう119ごう なかみたにしもいさかせん）は、和歌山県紀の川市を通る一般県道である。

## 概要
紀の川市中三谷から紀の川市下井阪に至る。
夕方は国道24号下井阪交差点から和歌山県道14号和歌山打田線、和歌山県道128号桃山下井阪線の下井阪南交差点の間でよく渋滞が起こる。

### 路線データ
- 起点：和歌山県紀の川市中三谷（中三谷交差点、和歌山県道7号粉河加太線交点）
- 終点：和歌山県紀の川市下井阪（下井阪南交差点、和歌山県道14号和歌山打田線交点、和歌山県道128号桃山下井阪線終点）
- 実延長：2.821 km

## 路線状況

### 道路施設

#### 橋梁
- 地蔵寺橋（春日川、紀の川市）

## 地理

### 通過する自治体
- 紀の川市

### 交差する道路
| 交差する道路                                           | 交差する場所 | 交差する場所          |
| ------------------------------------------------------ | ------------ | --------------------- |
| 和歌山県道7号粉河加太線                                | 中三谷       | 中三谷交差点 / 起点   |
| 国道24号                                               | 下井阪       | 下井阪交差点          |
| 和歌山県道14号和歌山打田線 和歌山県道128号桃山下井阪線 | 下井阪       | 下井阪南交差点 / 終点 |

### 交差する鉄道
- 和歌山線

### 沿線
- JR西日本和歌山線 下井阪駅